# Šmartno ob Paki
Šmartno ob Paki (in tedesco St. Martin a. d. Pack) è un comune di 3 190 abitanti della Slovenia centrale.

## Località
Il comune è diviso in 10 insediamenti (naselja)
- Gavce
- Gorenje
- Mali Vrh
- Paška vas
- Podgora
- Rečica ob Paki
- Skorno
- Slatina
- Šmartno ob Paki
- Veliki Vrh